# Tibor Radó
Tibor Radó   (Budapest, 2 de juny de 1895 - New Smyrna Beach, 12 de desembre de 1965) va ser un matemàtic hongarès, emigrat als Estats Units d'Amèrica.

## Vida i Obra
Radó va comenár els seus estudis universitaris d'enginyeria al Politècnic de Budapest el 1913, però els va interrompre l'any següent per l'esclat de la Primera Guerra Mundial. Va combatre al front rus fins que va ser fet presoner el 1916. Va estar empresonat fins al 1920 al camp de Berezovka, un centenar de quilòmetres a l'est de Tobolsk (Sibèria), on va coincidir amb el matemàtic austríac Eduard Helly. Helly, en les penoses condicions del camp de presoners, va organitzar uns seminaris matemàtics en els que va participar Radó i que li van fer canviar el seu interès per l'enginyeria a les matemàtiques. El 1920, en retornar a Hongria, va reprendre els estudis universitaris en matemàtiques a la universitat de Szeged, en la qual va obtenir el doctorat el 1922.
Va ser professor de la universitat de Szeged fins al 1929, amb un curs d'absència en que va estar ampliant estudis a les universitats de Múnic i Leipzig. El curs 1929-30 va ser professor convidat a la universitat Harvard i a la universitat de Rice. El 1930 va ser nomenat professor de la universitat Estatal d'Ohio en la qual va romandre fins a la seva jubilació el 1964. Va morir poc temps després de retirar-se, d'una llarga i penosa malaltia.
Radó és conegut sobre tot per haver resolt el 1933 el conegut com problema de Plateau, que consisteix en demostrar l'existència d'una superfície minimal amb un contorn donat. També te obres importants en els camps de l'anàlisi complexa, de les funcions subharmòniques, de les transformacions contínues, de les àrees de les superfícies i en el camp dels problemes de la computabilitat. Va publicar més d'un centenar d'articles i llibres científics.